# بیشه‌گردی (لاست)
بیشه‌گردی  قسمت چهارم مجموعه تلویزیونی لاست (گمشده) می‌باشد.